# Joop van Oosterom
Joop van Oosterom (Hilversum, 12 dicembre 1937 – Monaco, 22 ottobre 2016) è stato uno scacchista e mecenate olandese.

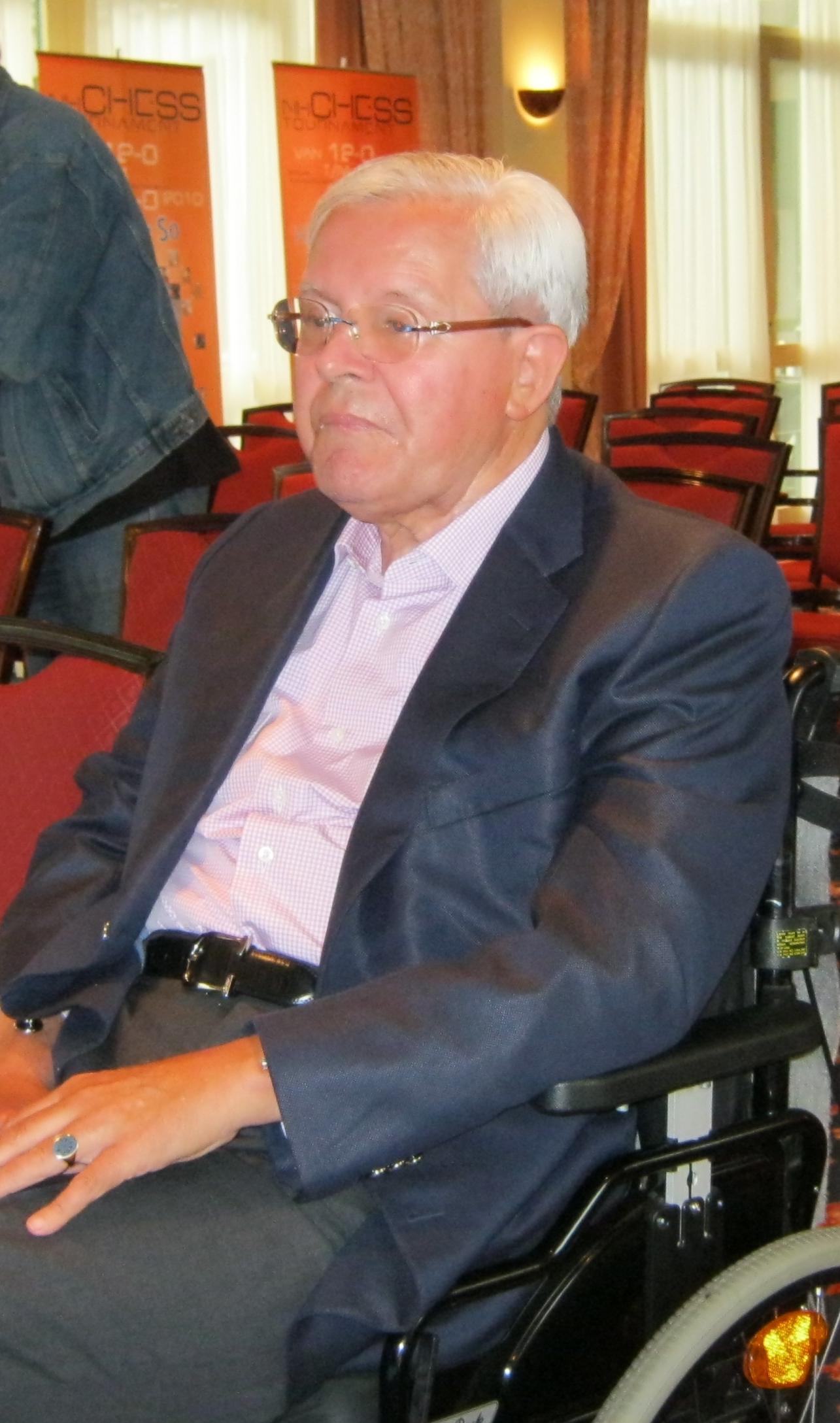
Van Oosterom nell'agosto 2010.

È noto nel mondo degli scacchi soprattutto per aver organizzato e finanziato la famosa serie di tornei Melody Amber (così chiamati in nome di sua figlia Melody) giocati tutti gli anni a Monte Carlo dal 1992 al 2011.
Van Oosterom è stato un forte giocatore per corrispondenza ed ha vinto il titolo mondiale in questa specialità nel 2003 e nel 2004. Durante il corso del 18º campionato del mondo per corrispondenza del 2003 fu colpito da un grave attacco cardiaco ma riuscì tuttavia a concludere il torneo e a vincerlo.

Questo risultato è stato però criticato perché van Oosterom aveva ingaggiato il forte Grande maestro olandese Jeroen Piket come suo segretario personale. Tim Krabbé, un noto autore olandese di articoli e libri di scacchi, commentò a tale proposito: -  il "Turco" era manovrato da William Schlumberger, "Mephisto" da Isidor Gunsberg, "Ajeeb" da Harry Nelson Pillsbury e Joop van Oosterom è manovrato da Jeroen Piket . L'anno successivo ripeté il successo vincendo il 19º Campionato del mondo di scacchi per corrispondenza della ICCF.